# Mokrzycznik baldaszkowy
Mokrzycznik baldaszkowy (Holosteum umbellatum L.) – gatunek rośliny należącej do rodziny goździkowatych. Zasięg naturalny obejmuje Azję środkową i południowo-zachodnią (od Pakistanu, Iranu, Kazachstanu, Uzbekistanu) po niemal całą Europę z wyjątkiem części północnej. Występuje poza tym w północno-zachodniej Afryce i w Etiopii. W Polsce jest rozpowszechniony, choć regionalnie rzadki (na obszarach górskich, na północnym wschodzie, w zachodniej części województwa lubuskiego).

## Morfologia
PokrójDrobna roślina zielna o barwie niebieskawozielonej, osiągająca do 25, rzadko 30 cm wysokości, z krótkim, wrzecionowatym korzeniem.
ŁodygaPojedyncza, nierozgałęziona, wyprostowana lub podnosząca się, w różnym stopniu gruczołowato owłosiona i lepka, zwykle tylko w środkowej części międzywęźli.
LiścieW większości odziomkowe zebrane w rozetę liściową, łopatkowatoeliptyczne, zwężające się w krótki i szeroki ogonek. Osiągają do 15 mm długości, pozbawione są przylistków. Na łodydze rozwija się od 1 do 3 par naprzeciwległych liści. Są one siedzące, o blaszce eliptycznej do lancetowatej.
KwiatyZebrane w kwiatostan w postaci skróconej baldachokształtnej wierzchotki, z szypułkami różnej długości, które po przekwitnieniu odgięte są w dół, ale w czasie owocowania znów się wznoszą. Działki kielicha są jajowato-lancetowate, osiągają ok. 3,5 mm długości, są nagie lub ogruczolone. Płatki korony osiągają do 6,5 mm długości, są białe lub zaróżowione, odwrotnie jajowate, na szczycie ząbkowane. Utrzymują się długo, czasem obecne są jeszcze w czasie owocowania. Pręciki występują w liczbie 3–5, rzadko 6–10. Zalążnia jest siedząca, zwieńczona 3, rzadko 4 lub 5 szyjkami.
OwoceWalcowatojajowate torebki otwierające się 6 odwijającymi się ząbkami. Nasiona tarczowate, o średnicy ok. 0,5 mm, brodaweczkowate, stąd matowe.

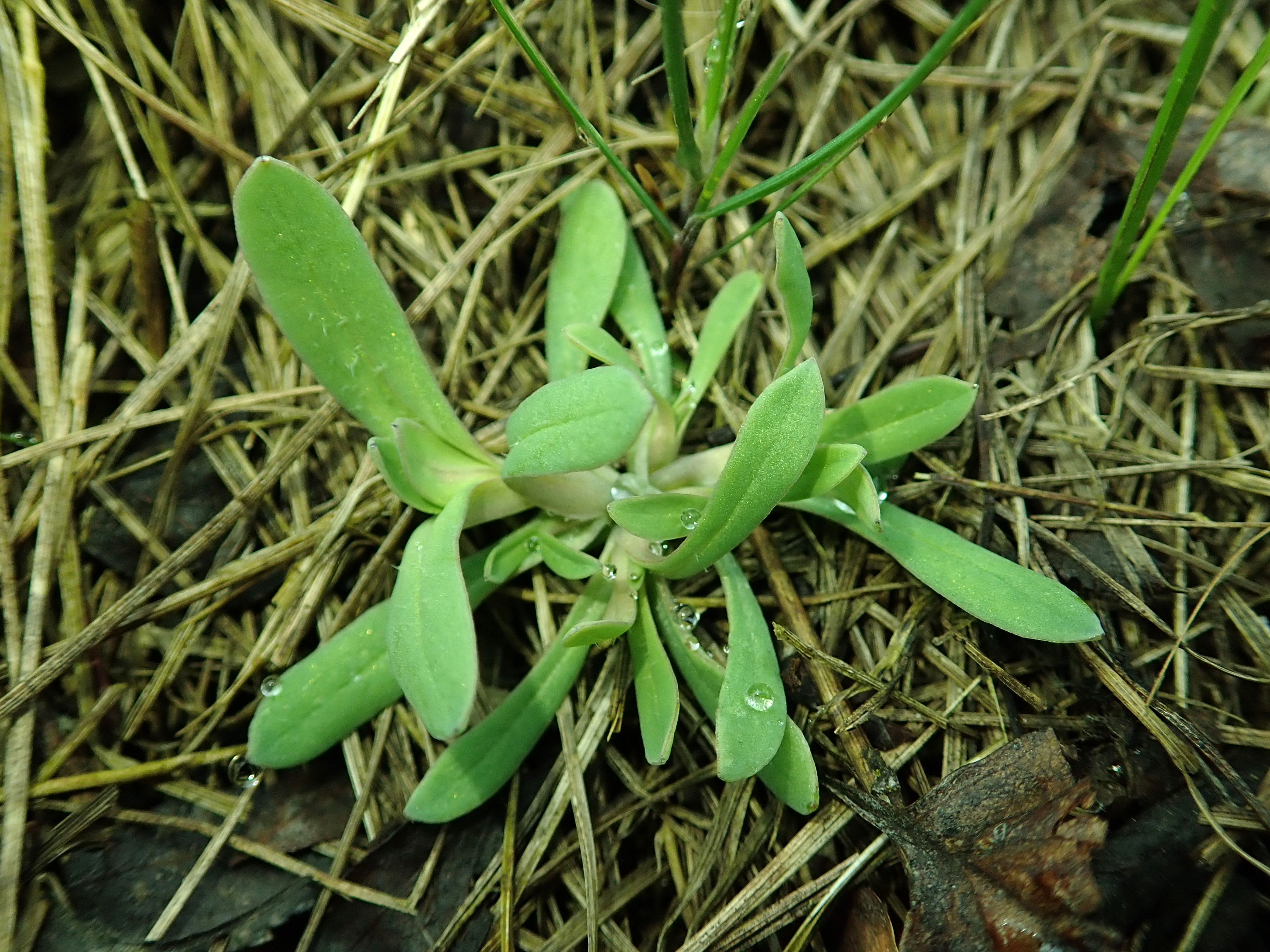
Młoda roślina
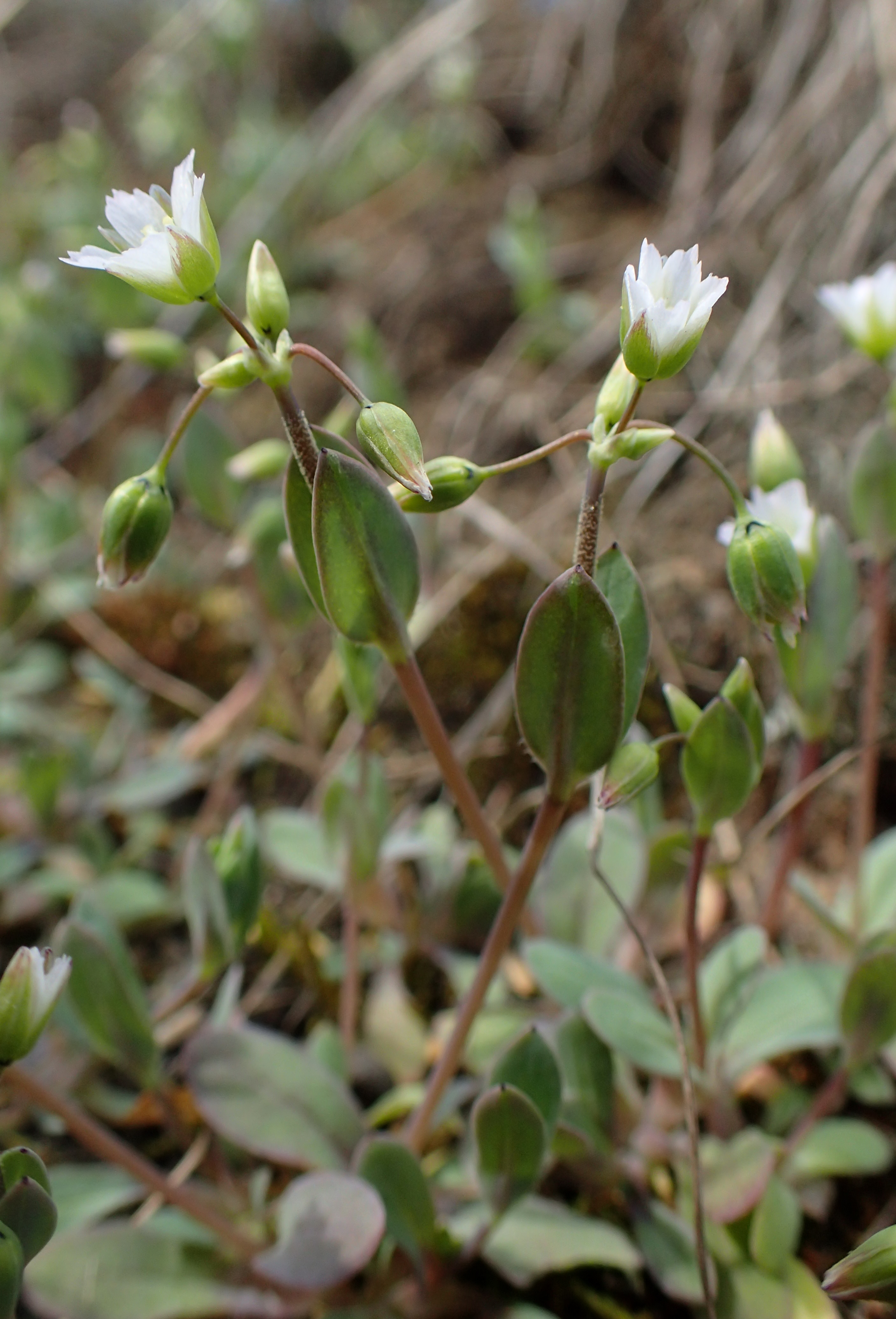
Kwitnące pędy
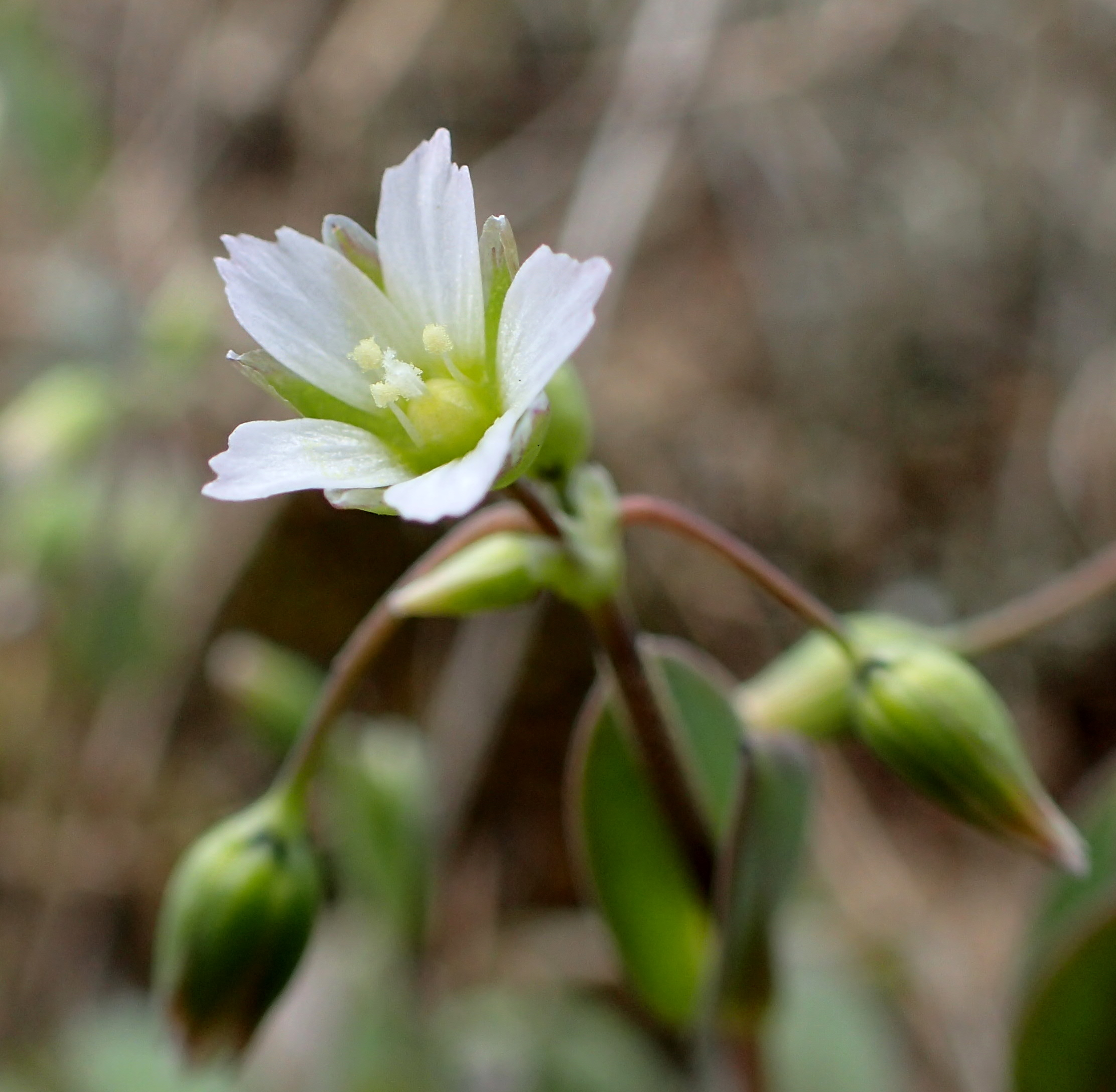
Kwiat
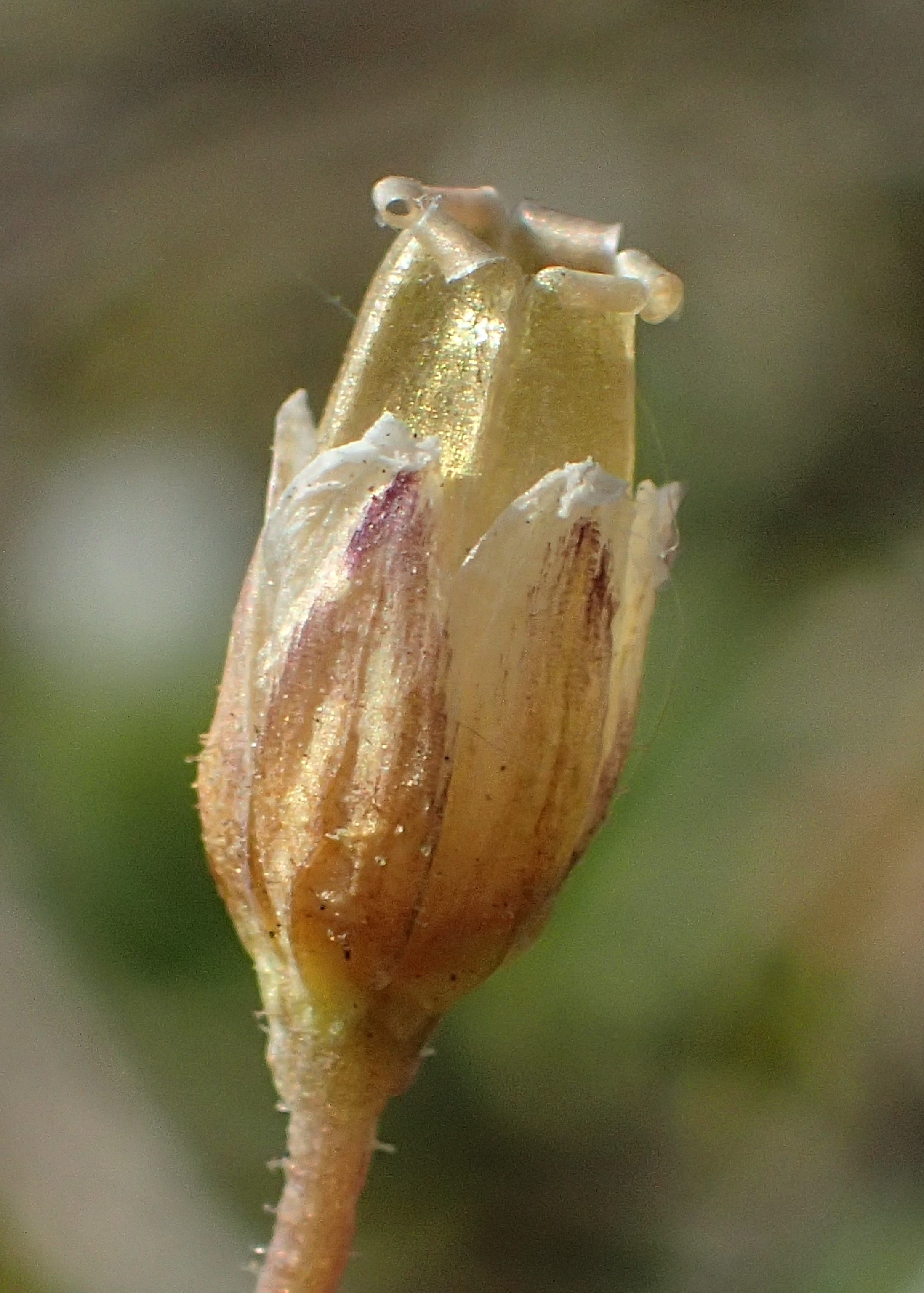
Owoc
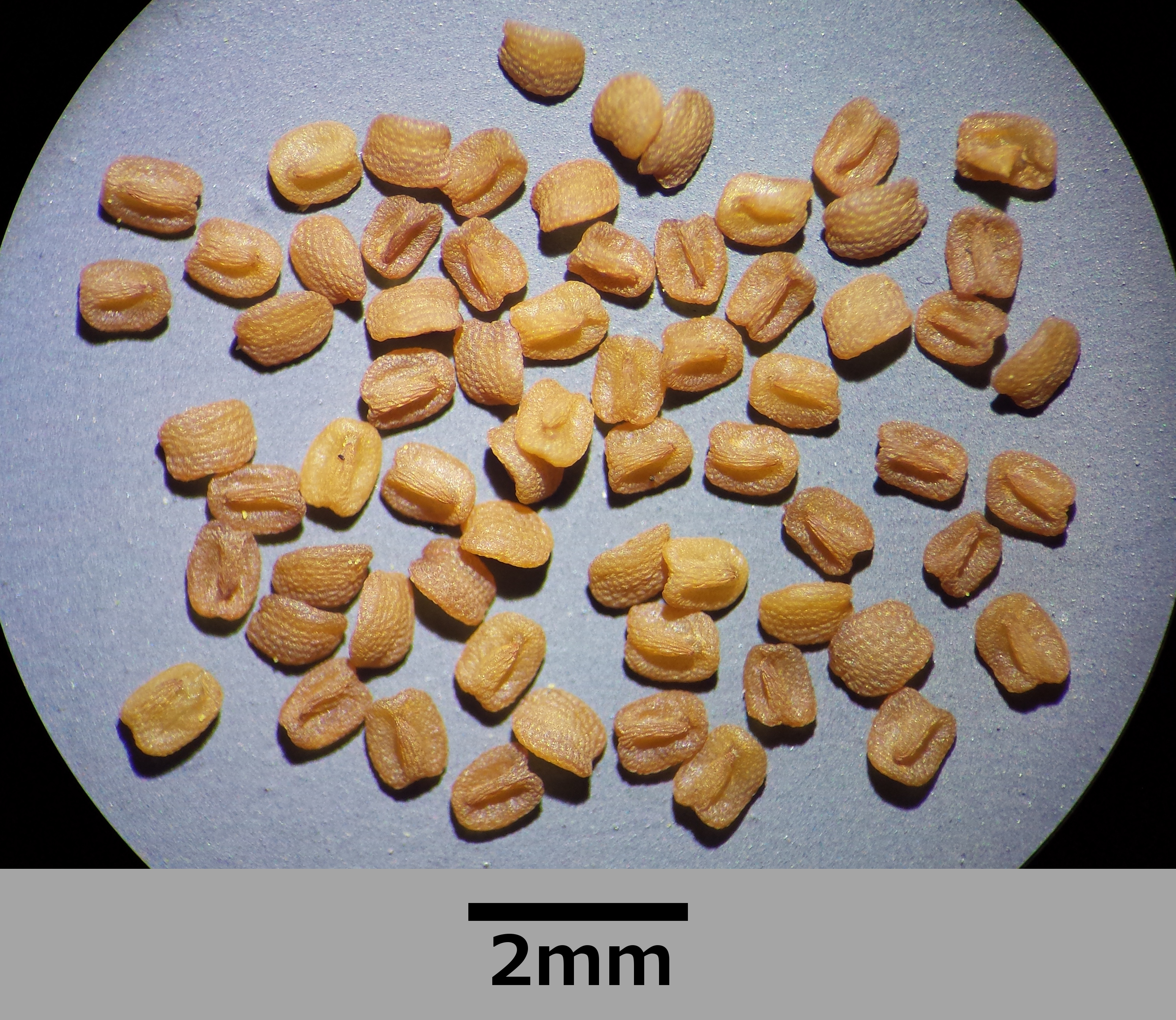
Nasiona

## Biologia i ekologia
Gatunek opisywany jest jako jednoroczny i dwuletni lub tylko jednoroczny, ale zarówno jary, jak i ozimy. Kwitnie od marca do maja. Kwiaty zapylane są przez owady, możliwa jest też samopylność. Nasiona rozsiewane są przez wiatr.
Rośnie na suchych glebach piaszczystych ubogich w węglan wapnia, dla których jest rośliną wskaźnikową. Jako optymalne siedlisko wskazywane są murawy kserotermiczne na słonecznych zboczach z roślinnością z klasy Festuco-Brometea. Ale rośnie także na piaszczystych polach i odłogach, na przydrożach i przytorzach, w murawach trawiastych. W uprawach gatunek ten uważany jest za chwast. 

## Zmienność
Wyróżnia się 6 podgatunków:
- Holosteum umbellatum subsp. glutinosum (M.Bieb.) Nyman – cała roślina z wyjątkiem powierzchni liści ogruczolona i lepka, pręcików zwykle 8–10; takson sporadycznie stwierdzany w Polsce[5]
- Holosteum umbellatum subsp. hirsutum (Mutel) Breistr.
- Holosteum umbellatum subsp. subglutinosum (Klokov) Tzvelev
- Holosteum umbellatum subsp. syvaschicum (Kleopow) Tzvelev
- Holosteum umbellatum subsp. tenerrimum (Boiss.) Greuter & Burdet
- Holosteum umbellatum subsp. umbellatum – gruczołowato owłosione tylko brzegi liści i środkowa część międzywęźli, pręcików zwykle od 3 do 5; takson pospolity w Polsce[5]